# KBOYS
『KBOYS 』（ケーボーイズ）は、2018年10月11日から2018年12月13日まで朝日放送テレビの深夜で放送されていたテレビドラマである。主演は佐久間悠。

## 登場人物

### 主要人物
- 石山遼 - 佐久間悠
- 山本雅 - ゆうたろう
- 比嘉海斗 - 佐久本宝
- 西島翔 - 上原一翔
- 川口大介 - 玉川蓮
- 矢崎拓実 - 久保田康祐

### その他
- 谷村葵 - 優希美青
- 坂本俊一郎 - 阪本一樹
- 玉田 - 駒木根隆介
- 真由美 - 芦名星
- マスター - 安井順平
- 赤沼凛 - 安蘭けい
- 愛里 - 桃果

### ゲスト
- お客（第4話） - セヨン（MYNAME）
- イケメンカフェ店員（第5話） - フン、ジュン、イライ、キソプ（U-KISS）
- MYNAME（第6話） - 本人

## スタッフ
- 脚本 - 松本哲也、奥山雄太、保木本真也
- 音楽 - さいとうりょうじ
- 主題歌 - SF9「Now or Never」[2]
- 挿入歌 - BFCamp 「KBOYS」、 K ×JUNE 「Beautiful」[3]
- チーフプロデューサー - 飯田新（朝日放送テレビ）、高橋樹里（GYAO）、長島志歩（博報堂DYメディアパートナーズ）
- プロデューサー - 近藤真広（朝日放送テレビ）、中田陽子（朝日放送テレビ）、藤原努（ホリプロ）、大健裕介（ホリプロ）
- 制作協力 - ホリプロ
- 制作 - 朝日放送テレビ、GYAO、博報堂DYメディアパートナーズ
- 製作著作 - 2018「KBOYS」製作委員会

## 放送日程
| 各話   | 放送日   | サブタイトル                                           | ラテ欄                 | 脚本       | 監督       |
| ------ | -------- | ------------------------------------------------------ | ---------------------- | ---------- | ---------- |
| 第1話  | 10月11日 | 今夜スタート! 男子高校生がK-POPアイドルを目指す!?      | 目指せ!? 韓流アイドル  | 松本哲也   | 三島有紀子 |
| 第2話  | 10月18日 | K-POPアイドル目指して… 過酷!? ダンスレッスンがスタート | Kポップ 特訓で涙の雨   | 松本哲也   | 三島有紀子 |
| 第3話  | 10月25日 | K-POPアイドル目指す高校生に 新メンバーが加入! しかし…  | Kポップ (秘)新メンバー | 松本哲也   | 芝﨑弘記   |
| 第4話  | 11月01日 | K-POPアイドルを目指す 高校生たちが初ステージで大波乱!? | Kポップ 初舞台で試練   | 松本哲也   | 芝﨑弘記   |
| 第5話  | 11月08日 | K-POPアイドルを目指す 高校生の投稿ダンス動画がバズる?  | 大炎上!? メンバー脱退  | 松本哲也   | 西原孝至   |
| 第6話  | 11月15日 | K-POPアイドルを目指す イケメン高校生がデビュー決定!?   | デビュー決定で亀裂!?   | 奥山雄太   | 西原孝至   |
| 第7話  | 11月22日 | 青春! 汗と涙のK-POP合宿!! デビューに向けて新曲が誕生!  | 青春! 汗と涙の(秘)合宿 | 奥山雄太   | 芝﨑弘記   |
| 第8話  | 11月29日 | 激動の第8話! 真由美コーチとの決別…どうなる!? BFCamp    | 大物Pの強烈ダメ出し    | 奥山雄太   | 西原孝至   |
| 第9話  | 12月06日 | 突然メンバーとの別れ… 大物Pの決断に猛反発! 涙の説得    | 突然メンバーとの別れ   | 保木本真也 | 三島有紀子 |
| 最終話 | 12月13日 | 感動の最終話! ライブシーンで魅せた彼らの決意とは?      | 最終話! 感動のライブ   | 保木本真也 | 三島有紀子 |